# Гном сорт
Гном сорт (енгл. Gnome sort) или Глупи сорт (енгл. Stupid sort), представио га је 2000. године Хамид Сарбази-Азад и назвао га Глупи сорт. Касније га је додатно описао Дик Грун и назвао га Гном сорт. Гном сорт представља једноставан алгоритам за сортирање сличан алгоритму сортирање уметањем. Разлика је у томе што се елемент доводи на своје место низом премештања, слично сортирању са мехурима (енгл. Bubble sort). У суштини је прост алгоритам, без угњеждених петљи. Време извршавања је {\displaystyle O(n^{2})} , али тежи {\displaystyle O(n)} ако је низ иницијално скоро сортиран. У пракси алгоритам може да ради истом брзином као сортирање уметањем.
Алгоритам увек налази прву позицију на којој су два суседна елемента у погрешном редоследу и замени их. Затим искоришћава чињеницу да замена елемената може да произведе нов пар суседа у погрешном редоследу и то само непосредно пре или после замењених елемената. Алгоритам не претпоставља да ли су елементи после текуће позиције сортирани, па мора само да провери позицију пре текуће.

## Сложеност
- Структура података: низ
- Временска сложеност најгорег случаја: {\displaystyle O(n^{2})}
- Временска сложеност просечног случаја: {\displaystyle O(n^{2})}
- Временска сложеност најбољег случаја: {\displaystyle O(n)}
- Просторна сложеност најгорег случаја: {\displaystyle O(1)}

## Опис алгоритма
Испод је дат псеудокод алгоритма
```
ПРОГРАМ гномСорт(a[])
    позиција := 1
    док је (позиција < дужинаНиза(a))
        ако (a[позиција] >= a[позиција-1])
            позиција := позиција + 1
        иначе
            размени a[позиција] и a[позиција-1]
            ако (позиција > 1)
                позиција := позиција - 1
            КРАЈ ако
        КРАЈ ако
    КРАЈ док је
КРАЈ ПРОГРАМ
```

### Пример
Дат је несортиран низ а = [5, 3, 2, 4]. „Тренурна позиција“ је означена подебњаним цифрама. Ово су кораци које гном сорт алгоритам извршава:
| Тренутни низ | Тренутна операција                                                     |
| ------------ | ---------------------------------------------------------------------- |
| [5, 3, 2, 4] | a[позиција] < a[позиција-1], размени:                                  |
| [3, 5, 2, 4] | a[позиција] >= a[позиција-1], увећај позиција:                         |
| [3, 5, 2, 4] | a[позиција] < a[позиција-1], размени и позиција > 1, умањи позиција:   |
| [3, 2, 5, 4] | a[позиција] < a[позиција-1], размени и позиција <= 1, увећај позиција: |
| [2, 3, 5, 4] | a[позиција] >= a[позиција-1], увећај позиција:                         |
| [2, 3, 5, 4] | a[позиција] < a[позиција-1], размени и позиција > 1, умањи позиција:   |
| [2, 3, 4, 5] | a[позиција] >= a[позиција-1], увећај позиција:                         |
| [2, 3, 4, 5] | a[позиција] >= a[позиција-1], увећај позиција:                         |
| [2, 3, 4, 5] | позиција == дужинаНиза(a), КРАЈ.                                       |

## C++ имплементација
Ово је генеричка имплементација која имитира шаблон стандардне C++ сорт функције. Ова функција прерађена тако да може да ради са C низовима, C++11 низовима, редовима, листама и векторима.
```
#include
 
<algorithm>

template
 
<
typename
 
BidirectionalIterator
>

void
 
gnomeSort
(
BidirectionalIterator
 
first
,
 
BidirectionalIterator
 
last
)

{

    
BidirectionalIterator
 
i
 
=
 
first
,
 
j
 
=
 
first
;

    
++
j
;

    
while
 
(
j
 
!=
 
last
)

        
if
 
(
*
i
 
<=
 
*
j
)

        
{

            
++
i
;

            
++
j
;

        
}

        
else

        
{

            
std
::
iter_swap
(
i
,
 
j
);

            
if
 
(
i
 
!=
 
first
)

            
{

                
--
i
;

                
--
j
;

            
}

        
}

}

```